# Puchar Europy Mistrzów Klubowych w piłce siatkowej (1960/1961)
Puchar Europy Mistrzów Krajowych 1961 - 2. sezon Pucharu Europy Mistrzów Krajowych rozgrywanego od 1959 roku, organizowanego przez Europejską Konfederację Piłki Siatkowej (CEV) w ramach europejskich pucharów dla męskich klubowych zespołów siatkarskich "starego kontynentu".

## Drużyny uczestniczące
| Państwo        | Drużyna                 |
| -------------- | ----------------------- |
| Albania        | Partizani Tirana        |
| Austria        | OMV Blau-Gelb Wiedeń    |
| Belgia         | Brabo VK Antwerp        |
| Bułgaria       | Minior Pernik           |
| Czechosłowacja | Dukla Kolin             |
| Francja        | Stade France Paryż      |
| Holandia       | MVK Reva Gorredijk      |
| Izrael         | Hapoel Tel-Aviv         |
| Jugosławia     | Yugoslavia Belgrad      |
| Luksemburg     | Atletic Clube           |
| Łotwa          | SKIF Ryga               |
| Maroko         | Water Clube             |
| Polska         | AZS-AWF Warszawa        |
| Portugalia     | Tecnico Lizbona         |
| NRD            | Rotation Lipsk          |
| Rumunia        | Rapid Bukareszt         |
| Szwajcaria     | Lausanne UC             |
| Turcja         | Galatasaray Stambuł     |
| Tunezja        | Etoal Sportive Goulette |
| Węgry          | Újpesti Dózsa SC        |
| ZSRR           | CSKA Moskwa             |

## Runda wstępna
| Data       | Drużyna 1               | Wynik | Drużyna 2            | Sety              |
| ---------- | ----------------------- | ----- | -------------------- | ----------------- |
|            | Atletic Clube           | 1:3   | MVK Reva             |                   |
|            | MVK Reva                | 3:1   | Atletic Clube        |                   |
|            |                         |       |                      |                   |
| 15.01.1961 | OMV Blau-Gelb Wiedeń    | 0:3   | Partizani Tirana     | 8:15, 4:15, 8:15  |
| 22.01.1961 | Partizani Tirana        | 3:0   | OMV Blau-Gelb Wiedeń | 15:12, 15:2, 15:5 |
|            |                         |       |                      |                   |
|            | Water Clube             | 1:3   | Tecnico Lizbona      |                   |
|            | Tecnico Lizbona         | 3:0   | Water Clube          |                   |
|            |                         |       |                      |                   |
|            | Galatasaray Stambuł     | 3:1   | Hapoel Tel-Aviv      |                   |
|            | Hapoel Tel-Aviv         | 0:3   | Galatasaray Stambuł  |                   |
|            |                         |       |                      |                   |
|            | Etoal Sportive Goulette | 3:0   | Włochy               | walkower          |
|            |                         |       |                      |                   |
|            | Brabo VK Antwerp        | 3:0   | Lausanne UC          |                   |
|            | Lausanne UC             | 0:3   | Brabo VK Antwerp     |                   |

## Faza finałowa

### Runda 1/8
| Data  | Drużyna 1          | Wynik | Drużyna 2               | Sety                            |
| ----- | ------------------ | ----- | ----------------------- | ------------------------------- |
|       | MVK Reva Gorredijk | 0:3   | Rapid Bukareszt         | 9:15, 7:15, 9:15                |
| 19.03 | Rapid Bukareszt    | 3:0   | MVK Reva Gorredijk      | 15:10, 15:13, 15:12             |
|       |                    |       |                         |                                 |
|       | Partizani Tirana   | 0:3   | Stade France            | walkower                        |
|       |                    |       |                         |                                 |
| 12.03 | Dukla Kolin        | 3:0   | Tecnico Lizbona         | 15:6, 15:1, 15:6                |
| 26.03 | Tecnico Lizbona    | 0:3   | Dukla Kolin             | 14:16, 7:15, 5:15               |
|       |                    |       |                         |                                 |
| 26.02 | AZS-AWF Warszawa   | 3:0   | SKIF Ryga               | 15:8, 15:6, 15:13               |
| 12.03 | SKIF Ryga          | 3:0   | AZS-AWF Warszawa        | 15:11, 15:12, 15:9              |
|       |                    |       |                         |                                 |
|       | Rotation Lipsk     | 3:0   | Galatasaray Stambuł     | walkower                        |
|       |                    |       |                         |                                 |
|       | Minior Pernik      | 3:0   | Etoal Sportive Goulette | walkower                        |
|       |                    |       |                         |                                 |
|       | Brabo VK Antwerp   | 3:2   | Yugoslavia Belgrad      | 15:10, 15:6, 5:15, 10:15, 15:13 |
|       | Yugoslavia Belgrad | 3:0   | Brabo VK Antwerp        |                                 |
|       |                    |       |                         |                                 |
|       | CSKA Moskwa        | 3:0   | Újpesti Dózsa SC        | walkower                        |

### Ćwierćfinał
| Data  | Drużyna 1          | Wynik | Drużyna 2          | Sety                             |
| ----- | ------------------ | ----- | ------------------ | -------------------------------- |
|       | Rapid Bukareszt    | 3:0   | Stade France Paris |                                  |
|       | Stade France Paris | 0:3   | Rapid Bukareszt    | 12:15, 8:15, 11:15               |
|       |                    |       |                    |                                  |
| 18.04 | AZS-AWF Warszawa   | 3:0   | Dukla Kolin        | 15:6, 17:15, 16:14               |
| 26.04 | Dukla Kolin        | 3:0   | AZS-AWF Warszawa   | 16:14, 15:5, 15:13               |
|       |                    |       |                    |                                  |
|       | Rotation Lipsk     | 3:1   | Minior Perniko     |                                  |
|       | Minior Pernik      | 3:0   | Rotation Lipsk     |                                  |
|       |                    |       |                    |                                  |
| 17.04 | CSKA Moskwa        | 3:1   | Yugoslavia Belgrad | 13:15, 15:4, 15:3, 15:4          |
| 23.04 | Yugoslavia Belgrad | 2:3   | CSKA Moskwa        | 11:15, 15:13, 7:15, 15:10, 15:17 |

### Półfinał
| Data | Drużyna 1       | Wynik | Drużyna 2       | Sety                      |
| ---- | --------------- | ----- | --------------- | ------------------------- |
|      | Dukla Kolin     | 3:1   | Rapid Bukareszt | 7:15, 15:13, 15:13, 17:15 |
|      | Rapid Bukareszt | 3:1   | Dukla Kolin     |                           |
|      |                 |       |                 |                           |
|      | Minior Pernik   | 3:1   | CSKA Moskwa     | 15:10, 6:15, 15:13, 17:15 |
|      | CSKA Moskwa     | 3:0   | Minior Pernik   |                           |

### Finał
| Data | Drużyna 1       | Wynik | Drużyna 2       | Sety |
| ---- | --------------- | ----- | --------------- | ---- |
|      | Rapid Bukareszt | 3:1   | CSKA Moskwa     |      |
|      | CSKA Moskwa     | 2:3   | Rapid Bukareszt |      |

## Klasyfikacja końcowa
| Miejsce | Drużyna         |
| ------- | --------------- |
| złoto   | Rapid Bukareszt |
| srebro  | CSKA Moskwa     |
| 3-4.    | Dukla Kolin     |
| 3-4.    | Minior Pernik   |